# Panurginus ceanothi
Panurginus ceanothi är en biart som beskrevs av Michener 1935. Panurginus ceanothi ingår i släktet bergsbin, och familjen grävbin. Inga underarter finns listade i Catalogue of Life.